# Arnold Plumer
Arnold Plumer (* 6. Juni 1801 bei Cooperstown, Venango County, Pennsylvania; † 28. April 1869 in Franklin, Pennsylvania) war ein US-amerikanischer Politiker. Zwischen 1837 und 1839 sowie nochmals von 1841 bis 1843 vertrat er den Bundesstaat Pennsylvania im US-Repräsentantenhaus.

## Werdegang
Arnold Plumer genoss eine private Grundschulausbildung und besuchte dann weiterführende Schulen. Im Jahr 1823 wurde er Sheriff im Venango County. Zwischen 1830 und 1836 war er in diesem Bezirk als Gerichtsdiener tätig. Gleichzeitig schlug er als Mitglied der Demokratischen Partei eine politische Laufbahn ein.
Bei den Kongresswahlen des Jahres 1836 wurde Plumer im 25. Wahlbezirk von Pennsylvania in das US-Repräsentantenhaus in Washington, D.C. gewählt, wo er am 4. März 1837 die Nachfolge von John Galbraith antrat. Bis zum 3. März 1839 konnte er eine Legislaturperiode im Kongress absolvieren. Dann fiel das Mandat wieder an seinen Vorgänger Galbraith. Von 1839 bis 1841 war Plumer US Marshal für den westlichen Teil Pennsylvanias.
Bei den Wahlen des Jahres 1840 wurde er erneut im 25. Distrikt seines Staates in den Kongress gewählt, wo er am 4. März 1841 Galbraith wieder ablöste. Bis zum 3. März 1843 konnte er damit eine weitere Legislaturperiode im US-Repräsentantenhaus verbringen. Diese Zeit war von den Spannungen zwischen Präsident John Tyler und den Whigs belastet. Außerdem wurde damals bereits über eine mögliche Annexion der seit 1836 von Mexiko unabhängigen Republik Texas diskutiert.
In den Jahren 1847 und 1848 war Arnold Plumer nochmals US Marshal für das westliche Pennsylvania. 1848 wurde er State Treasurer von Pennsylvania. Privat war er im Bergbau und in der Bankenbranche tätig. Er starb am 28. April 1869 in Franklin, wo er auch beigesetzt wurde.